# Mariel Molino
Pour les articles homonymes, voir Molino.
Mariel Molino, née le 18 décembre 1992 à San Diego (Californie), est une actrice américaine. Elle est notamment connue pour ses rôles dans les séries télévisées Promised Land (en) et The Watchful Eye.

## Biographie
Née à San Diego en Californie, elle est la cadette de quatre frères et sœurs. Elle grandit entre la culture américaine et la culture mexicaine.

## Carrière
En 2022, elle est à l'affiche de Promised Land (en), un soap opéra traitant d'un drame intergénérationnel de deux riches familles hispaniques.
En 2023, elle tient le rôle principal de la série The Watchful Eye, diffusée sur la chaîne Freeform,. Elle y incarne Elena, une jeune nounou, engagée par une riche famille influente d'un immeuble aux sombres secrets.
Le 15 mars 2024, on apprend qu'elle interpréta la jeune marine Lala Dominguez dans le préquel de NCIS, NCIS : Origins.

## Filmographie

### Cinéma
- 2020 : Locas por el Cambio de Ihtzi Hurtado : Paula

### Télévision
- 2015 : Glee : Cheerio (non créditée)
- 2015 : Tremen2 : Valeria
- 2016 : Entre correr y vivir (es) : Florencia
- 2017 : El Vato (en) : Carmen (2 épisodes)
- 2017 : Muy padres (en) : Kika (98 épisodes)
- 2018 : Luis Miguel, la série : Roberta
- 2019 : El juego de las llaves : Gala (5 épisodes)
- 2020 : Le Candidat (en) : Sarah
- 2020 : La negociadora (es) : Sabrina Vega (12 épisodes)
- 2021 : Narcos: Mexico : Infirmière Bianca
- 2022 : Promised Land (en) : Carmen Sandoval (10 épisodes)
- 2022 : Pena Ajena : Anita (2 épisodes)
- 2023 : The Watchful Eye : Elena Santos (10 épisodes)
- 2024 : NCIS: Origins